# بیرویل (آریزونا)
بیرویل (به انگلیسی: Beyerville) یک منطقهٔ مسکونی در ایالات متحده آمریکا است که در شهرستان سانتا کروز، آریزونا واقع شده‌است. بیرویل ۰٫۸۶ کیلومتر مربع مساحت و ۱۷۷ نفر جمعیت دارد و ۱٬۱۱۰٫۱ متر بالاتر از سطح دریا واقع شده‌است.